# Ján Čarnogurský
Ján Čarnogurský, né le 1er janvier 1944  à Bratislava, est un avocat et homme politique slovaque.

## Biographie
Ján Čarnogurský a achevé ses études à la faculté de droit de l'université Charles de Prague avant d'obtenir son doctorat à l'université Comenius en 1971.
Il est dans les années 1970 un des avocats qui défendent les dissidents tchécoslovaques d'inspiration chrétienne, mais est victime d'interdiction professionnelle dans les années 1980, devant travailler comme chauffeur avant de retrouver brièvement un emploi de juriste en entreprise. Éditant des samizdat, il est mis en prison durant l'été 1989 et recouvre la liberté à la suite de la Révolution de velours de l'hiver de cette année.
De décembre 1989 à juin 1990, il est vice-président du gouvernement fédéral tchécoslovaque, puis il occupe différents postes au sein du gouvernement slovaque (y compris Premier ministre) au sein de la fédération jusqu'à la victoire électorale de Vladimír Mečiar, auquel il s'oppose avec constance. Il est le fondateur du Mouvement chrétien-démocrate (KDH), dont il reste président jusqu'en 2000.
Il est ministre de la Justice de 1998 à 2002.
Ayant quitté le parti qu'il a fondé, il tente un retour politique comme candidat indépendant à l'élection présidentielle de 2014, mais il ne recueille que 12 207 voix au premier tour et est éliminé.